# Route nationale 21 (Serbie)
Pour les articles homonymes, voir Route nationale 21.
La route nationale 21 (en serbe cyrillique : Магистрала 21 ; en serbe latin : Magistrala 21 ; en abrégé : M21) était une route nationale de Serbie. Elle reliait Novi Sad, en Voïvodine, à Gostun, dans la municipalité de Prijepolje, à la frontière entre le Monténégro et la Serbie.

## Parcours
La route trouvait son origine à Novi Sad, la capitale de la province autonome de Voïvodine ; elle y était notamment reliée à la route nationale 7 (M7), à la M22 et à M22.1. Elle se dirigeait ensuite vers Ruma, où elle a rencontré la M1. Elle quittait alors la Voïvodine et traverse Šabac, où elle a croisé la M19, puis Koceljeva et Valjevo, où elle a croisé la M4. Elle passait à Kosjerić puis à Požega, où elle avait croisée la M5 et la M21.1. Elle retrouvait la M5 à Užice puis passait à Nova Varoš et à Prijepolje, où elle avait rencontrée la M8, puis à Gostun, à la frontière entre le Monténégro et la Serbie. Sous un autre nom, elle poursuivait son parcours au Monténégro jusqu'à Bijelo Polje.